# Diego de Deza
Diego de Deza y Tavera (Toro, 1443 – Siviglia, 9 giugno 1523) è stato un arcivescovo cattolico spagnolo.

## Biografia
Domenicano, nel 1486 divenne precettore di Giovanni di Trastámara. Vescovo di Salamanca dal 1494, nel 1498 succedette a Tomás de Torquemada come Gran Inquisitore.
Nello stesso anno ottenne la diocesi di Jaén e nel 1500 la diocesi di Palencia; nel 1504 divenne arcivescovo di Siviglia.
Durante il suo episcopato vennero erette nel 1511 le prime tre diocesi sul continente americano come suffraganee di Siviglia (e tali rimasero fino al 1546 insieme ad altre create nel frattempo).
Nel 1523 fu designato dal re arcivescovo di Toledo e primate di Spagna, ma morì prima di ottenere la conferma papale.

## Successione apostolica
La successione apostolica è:
- Vescovo Alonso Manso (1512)
- Vescovo Pedro Suárez de Deza (1512)
- Vescovo Juan de Quevedo Villegas, O.F.M.Obs. (1514)